# Annamarie Tendler
Annamarie Tendler (nascida em 9 de junho de 1985), conhecida profissionalmente como Anna Marie Tendler, é uma artista multimídia americana conhecida por seu trabalho em fotografia, maquiagem e penteados e artesanato têxtil, com uma notável especialidade em abajures feitos à mão. Ela é a autora de Pin It!: 20 Fabulous Bobby Pin Hairstyles e The Daily Face: 25 Makeup Looks for Day, Night, and Everything In Between! .

## Infância e educação
Tendler nasceu em Connecticut. Ela é judia . De acordo com uma entrevista com a Architectural Digest, Tendler estudou penteados na Vidal Sassoon e no Make-up Designory depois de se formar no ensino médio e então estudou fotografia na Parsons School of Design antes de desistir. Ela recebeu seu diploma de bacharel pela The New School em redação e psicologia . Em 2018, ela começou a fazer mestrado na NYU Steinhardt em estudos de figurino.

## Carreira
Depois de abandonar a faculdade em seu primeiro ano, Tendler começou a trabalhar como cabeleireira e maquiadora na cidade de Nova York . Tendler foi uma pioneira no mundo dos gurus da beleza online . Em dezembro de 2007, ela criou um blog no Tumblr dedicado a looks de maquiagem diários que acumulou mais de 350.000 seguidores. Sua popularidade lhe rendeu um trabalho de escritora na MTV Style  e a oportunidade de participar do NYFW 2011. Seus tutoriais foram apresentados em revistas como Glamour, HelloGiggles e DailyCandy . Em 2016, ela fez parceria com Amy Poehler's Smart Girls para criar uma série de tutoriais no YouTube combinando beleza com o paranormal chamada The Other Side .
Desde 2016, Tendler possui uma empresa chamada Silk Parlor, que fabrica abajures em estilo vitoriano feitos à mão. Como maquiadora e cabeleireira, ela trabalhou em várias séries de televisão e especiais de comédia, incluindo: The Old Man and the Seymour, CollegeHumor Originals, John Mulaney: New in Town, Aziz Ansari: Dangerously Delicious e John Mulaney: The Comeback Kid . Na Broadway, trabalhou nos espetáculos Oh, Hello e Natasha, Pierre, and the Great Comet of 1812 .
Em 2018, Tendler teve uma rápida aparição em um episódio de Comedians in Cars Getting Coffee apresentando seu então marido John Mulaney. Em 2019, Tendler se apresentou no especial de comédia musical de Mulaney, John Mulaney &amp; the Sack Lunch Bunch, onde fez uma pequena participação e debateu sobre seus maiores medos.
Em setembro de 2021, Tendler exibiu obras de arte na The Other Art Fair em Santa Monica, Califórnia. A exposição, intitulada "Quartos na primeira casa (do original: Rooms in the first house)", é dita por seu site como sendo uma "crônica as experiências muitas vezes não lineares de perda, raiva e impotência, bem como uma recuperação de identidade".
Em fevereiro de 2022, Tendler apareceu no álbum de palavras faladas de Laur Wheeler, Birthday Card, no qual ela leu o poema "Well and Good".

## Vida pessoal
Tendler casou-se com o comediante John Mulaney em 5 de julho de 2014, no Onteora Mountain House em Boiceville, Nova York . O amigo deles, o comediante Dan Levy, oficializou a cerimônia. Mulaney frequentemente mencionava Tendler e sua buldogue francês Petunia em suas piadas de stand-up. Em 10 de maio de 2021, foi anunciado que Mulaney decidiu terminar o casamento. Em 23 de julho de 2021, Mulaney pediu o divórcio, que foi finalizado em 6 de janeiro de 2022. Tendler agora está morando em Connecticut.
Em uma série de tweets em 11 de outubro de 2017, ela falou sobre ter sido apalpada por Ben Affleck em 2014, escrevendo o seguinte: "Eu também adoraria receber um pedido de desculpas de Ben Affleck, que agarrou minha bunda em uma festa do Globo de Ouro em 2014".